# Gösta Brodin
Frans Gösta Brodin (ur. 15 lutego 1908 w Göteborgu, zm. 18 czerwca 1979 tamże) – szwedzki żeglarz, olimpijczyk, zdobywca srebrnego medalu w regatach na Letnich Igrzyskach Olimpijskich w 1948 w Londynie.

## Kariera
Na Letnich Igrzyskach Olimpijskich 1948 zdobył srebro w żeglarskiej klasie Dragon. Załogę jachtu Slaghoken tworzyli również Hugo Johnson i Folke Bohlin.